# نادي سامبدوريا للشباب
نادي سامبدوريا للشباب (بالإنجليزية: UC Sampdoria Youth)‏ هو نادي كرة قدم إيطالي تابع لنادي سامبدوريا.